# Rhyacophila dafla
Rhyacophila dafla är en nattsländeart som beskrevs av Schmid 1970. Rhyacophila dafla ingår i släktet Rhyacophila och familjen rovnattsländor. Inga underarter finns listade i Catalogue of Life.